# Fatih Terim
Fatih Terim Commendatore OSSI (n. 4 septembrie 1953, Adana, Turcia) este un antrenor turc de fotbal, fost fotbalist profesionist, fost selecționer al naționalei Turciei și actual antrenor al echipei Al-Shabab FC. Este supranumit Împăratul.
Terim a condus mai multe cluburi din Italia și Turcia, precum și echipa națională de fotbal a Turciei, cel mai recent din 2013 până în 2017. Într-un sondaj realizat de Federația Internațională de Istorie și Statistică a Fotbalului (IFFHS) în 80 de țări, el a fost plasat printre cei mai buni opt manageri din lume, primind premiul la o ceremonie desfășurată la Rothenburg, Germania, pe 8 ianuarie 2001. Terim  a primit o nominalizare pentru managerul UEFA al anului 2008, iar Eurosport l-a numit cel mai bun antrenor la UEFA Euro 2008. În decembrie 2008, a fost clasat al șaptelea cel mai bun manager de fotbal din lume de World Soccer Magazine în 2008.

## Cariera de jucător
În 1969, Terim și-a început cariera în fotbal cu Adana Demirspor. Din cauza dificultăților sale financiare, el a fost singurul jucător din echipă care a fost plătit în secret de club în acel moment. A devenit căpitanul echipei trei ani mai târziu. Terim a jucat pentru Adana Demirspor până în 1974, când s-a alăturat lui Galatasaray ca fundaș la 8 iulie 1974. În calitate de căpitan al echipei, a trebuit să suplinească apărătorii răniți și, în cele din urmă, a ajuns să joace în mod regulat ca fundaș. Terim a jucat 11 ani pentru clubul din Istanbul. În acea perioadă, clubul nu a câștigat niciodată trofeul campionatului ligii turcești.
A jucat pentru echipa națională a Turciei de 51 de ori între 1974 și 1985 și a fost căpitanul echipei naționale pentru 35 de meciuri internaționale, stabilind recordul național la ambele categorii la acel moment. Și-a încheiat cariera de jucător la Galatasaray în 1985. Abdullah Gegić, un renumit antrenor de fotbal cu Partizan în fosta Iugoslavie și Eskișehirspor din Turcia, l-a cunoscut pe Terim din zilele sale de fundaș central și l-a descris ca un fundaș inteligent cu calități ca ale lui Franz Beckenbauer. Gegiç a atribuit succesele lui Terim ca antrenor înțelegerii unice a jocului pe care l-a dezvoltat în timp ce juca ca fundaș central.

## Viața personală
El s-a născut în Adana, Turcia, părinții săi fiind Nuriye și Talat Terim.

## Palmares

### Ca jucător
Galatasaray
- Cupa Turciei: 1975–76, 1981–82, 1984–85
- Supercupa Turciei: 1982

### Ca antrenor
Turcia
- Campionatul European de Fotbal: 2008 Semi-finalist

Turcia U-21
- Jocurile Mediteraniene: 1993

Galatasaray
- Süper Lig (6): 1996–97, 1997–98, 1998–99, 1999–00, 2011–12, 2012–13
- Türkiye Kupası (2): 1998–99, 1999–00
- TFF Süper Kupa (4): 1996, 1997, 2012, 2013
- Cupa UEFA: 1999–00
- Liga Campionilor UEFA

Sfert-finalist: 2012–13
- Emirates Cup: 2013

## Statistici carieră

### Ca jucător
| Club             | Sezon        | Campionat | Campionat | Cupă    | Cupă   | Altele  | Altele | Europa  | Europa | Total   | Total  |
| Club             | Sezon        | Meciuri   | Goluri    | Meciuri | Goluri | Meciuri | Goluri | Meciuri | Goluri | Meciuri | Goluri |
| ---------------- | ------------ | --------- | --------- | ------- | ------ | ------- | ------ | ------- | ------ | ------- | ------ |
| Adana Demirspor  | 1973–74      | 28        | 2         | -       | -      | -       | -      | -       | -      | 28      | 2      |
| Adana Demirspor  | Total        | 28        | 2         | -       | -      | -       | -      | -       | -      | 28      | 2      |
| Galatasaray S.K. | 1974–75      | 30        | 2         | -       | -      | 3       | 0      | -       | -      | 33      | 2      |
| Galatasaray S.K. | 1975–76      | 30        | 3         | 8       | 1      | 4       | 1      | 4       | 0      | 46      | 5      |
| Galatasaray S.K. | 1976–77      | 29        | 2         | 2       | 0      | -       | -      | -       | -      | 31      | 2      |
| Galatasaray S.K. | 1977–78      | 29        | 2         | 5       | 0      | 2       | 0      | -       | -      | 36      | 2      |
| Galatasaray S.K. | 1978–79      | 27        | 2         | 2       | 2      | 3       | 1      | 2       | 1      | 34      | 6      |
| Galatasaray S.K. | 1979–80      | 30        | 2         | 10      | 0      | 2       | 0      | 2       | 0      | 44      | 2      |
| Galatasaray S.K. | 1980–81      | 27        | 2         | 6       | 0      | 1       | 0      | -       | -      | 34      | 2      |
| Galatasaray S.K. | 1981–82      | 28        | 0         | 9       | 1      | 3       | 0      | -       | -      | 40      | 1      |
| Galatasaray S.K. | 1982–83      | 29        | 1         | 2       | 0      | 2       | 1      | -       | -      | 33      | 2      |
| Galatasaray S.K. | 1983–84      | 28        | 0         | 5       | 0      | 2       | 0      | -       | -      | 35      | 0      |
| Galatasaray S.K. | 1984–85      | 30        | 0         | 8       | 3      | 3       | 0      | -       | -      | 41      | 3      |
| Galatasaray S.K. | Total        | 317       | 16        | 57      | 7      | 25      | 3      | 8       | 1      | 407     | 27     |
| Career total     | Career total | 345       | 18        | 57      | 7      | 25      | 3      | 8       | 1      | 435     | 29     |

### Internațional
| Turcia | Turcia  | Turcia |
| An     | Meciuri | Goluri |
| ------ | ------- | ------ |
| 1975   | 5       | 0      |
| 1976   | 6       | 0      |
| 1977   | 8       | 0      |
| 1978   | 3       | 0      |
| 1979   | 6       | 1      |
| 1980   | 5       | 1      |
| 1981   | 4       | 0      |
| 1982   | 3       | 0      |
| 1983   | 8       | 0      |
| 1984   | 3       | 0      |
| Total  | 51      | 2      |

### Goluri internaționale
| #  | Data               | Stadion                              | Adversar | Scor | Rezultat | Competiție                                             |
| -- | ------------------ | ------------------------------------ | -------- | ---- | -------- | ------------------------------------------------------ |
| 1. | 18 martie 1979     | İzmir Atatürk Stadium, Izmir, Turcia | Malta    | 2–1  | Win      | Preliminariile Campionatului European de Fotbal 1980   |
| 2. | 24 septembrie 1980 | İzmir Atatürk Stadium, Izmir, Turcia | Islanda  | 1–3  | Lost     | Calificările pentru Campionatul Mondial de Fotbal 1982 |

### Statistici antrenorat
La 15 octombrie 2013.
| Echipa           | Țara   | Început | Sfârșit | Record | Record | Record | Record | Record |
| Echipa           | Țara   | Început | Sfârșit | M      | V      | R      | Î      | Rata % |
| ---------------- | ------ | ------- | ------- | ------ | ------ | ------ | ------ | ------ |
| MKE Ankaragücü   | Turcia | 1987    | 1989    | 81     | 34     | 22     | 25     | 41,98  |
| Göztepe          | Turcia | 1989    | 1990    | 32     | 18     | 9      | 5      | 56,25  |
| Turcia U-21      | Turcia | 1990    | 1993    | 25     | 13     | 4      | 8      | 52     |
| Turcia           | Turcia | 1993    | 1996    | 34     | 17     | 8      | 9      | 50     |
| Galatasaray S.K. | Turcia | 1996    | 2000    | 203    | 130    | 46     | 27     | 64,04  |
| Fiorentina       | Italia | 2000    | 2001    | 23     | 10     | 9      | 4      | 43,48  |
| A.C. Milan       | Italia | 2001    | 2001    | 13     | 8      | 3      | 2      | 61,54  |
| Galatasaray S.K. | Turcia | 2002    | 2004    | 83     | 43     | 16     | 24     | 51,81  |
| Turcia           | Turcia | 2005    | 2009    | 58     | 26     | 18     | 14     | 44,83  |
| Galatasaray S.K. | Turcia | 2011    | 2013    | 96     | 57     | 24     | 15     | 59,38  |
| Turcia           | Turcia | 2013    |         | 4      | 3      | 0      | 1      | 75     |
| Total            | Total  | Total   | Total   | 652    | 359    | 159    | 134    | 55,06  |

### Statistici în Superliga Turciei cu Galatasaray
La 22 septembrie 2013.
|                  | Din   | Până în | Record | Record | Record | Record | Record |
| M                | Din   | Până în | V      | R      | Î      | Rata % |        |
| ---------------- | ----- | ------- | ------ | ------ | ------ | ------ | ------ |
| Galatasaray S.K. | 1996  | 1997    | 34     | 25     | 7      | 2      | 73,53  |
| Galatasaray S.K. | 1997  | 1998    | 34     | 23     | 6      | 5      | 67,65  |
| Galatasaray S.K. | 1998  | 1999    | 34     | 23     | 9      | 2      | 67,65  |
| Galatasaray S.K. | 1999  | 2000    | 34     | 24     | 7      | 3      | 70,59  |
| Galatasaray S.K. | 2002  | 2003    | 34     | 24     | 5      | 5      | 70,59  |
| Galatasaray S.K. | 2003  | 2004    | 26     | 11     | 8      | 7      | 42,31  |
| Galatasaray S.K. | 2011  | 2012    | 40     | 25     | 11     | 4      | 62,5   |
| Galatasaray S.K. | 2012  | 2013    | 34     | 21     | 8      | 5      | 61,76  |
| Galatasaray S.K. | 2013  | 2014    | 5      | 2      | 3      | 0      | 40     |
| Total            | Total | Total   | 275    | 178    | 64     | 33     | 64,73  |